# Museo archeologico di Bergama
Il Museo di Bergama (in turco Bergama Müzesi) è un museo nel distretto di Bergama della provincia di Smirne, in Turchia.

## Ubicazione
Il museo si trova nella città di Bergama. È a sud di via Cumhuriyet, la sua distanza da Smirne è di circa 110 km.

## Storia
Bergama (l'antica Pergamo) è una città storicamente importante. Sebbene il più importante monumento antico di Bergama, vale a dire l'altare di Pergamon, fosse stato trasportato al Pergamon Museum di Berlino, in Germania nel 1870, ci sono ancora molti oggetti da essere esposti a Bergama. Il museo fu fondato su suggerimento del maresciallo Fevzi Çakmak nel 1932. Fu inaugurato il 30 ottobre 1936.

## Esposizione
Sono esposti sia i reperti archeologici che etnografici. I reperti archeologici provengono dagli scavi intorno a Bergama. I più notevoli tra questi sono sculture della scuola di Pergamo, oggetti provenienti dai siti di Pitanae (in greco antico: Πιτάνη?) e Gryneion (Γρύνειον) e terracotta da Myrina (Μυρίνα). Questi antichi insediamenti greci si trovano tra Bergama e Smirne. Nella sezione etnografica gli elementi più importanti sono tappeti e tappeti di Bergama, Yuntdağ, Yağcıbekir ecc.